# Ammotrechella setulosa
Ammotrechella setulosa es una especie de arácnido  del orden Solifugae de la familia Ammotrechidae.

## Distribución geográfica
Se encuentra en Texas (Estados Unidos).